# سیدر
در نورس باستان، سِیدر نوعی جادو بود که در اواخر عصر آهن اسکاندیناوی در جامعه نورس انجام می‌شد. اعتقاد بر این است که عمل سیدر نوعی جادو است که هم به گفتن و هم به شکل‌دادن به آینده مربوط می‌شود. منشأ آن که به دین نورس باستان مرتبط است، تا حد زیادی ناشناخته است، و پس از مسیحی‌سازی اسکاندیناوی، عمل آن به تدریج کاهش یافت. گزارش‌های سیدر بعدها آن را به حماسه‌ها و دیگر منابع ادبی تبدیل کرد، در حالی که شواهد بیشتری از آن توسط باستان شناسان کشف شده‌است. دانشمندان مختلفی در مورد ماهیت سیدر بحث کرده‌اند، برخی از آن‌ها استدلال کرده‌اند که این در زمینه شمنی بوده و شامل سفرهای رؤیایی توسط تمرین‌کنندگان آن است.

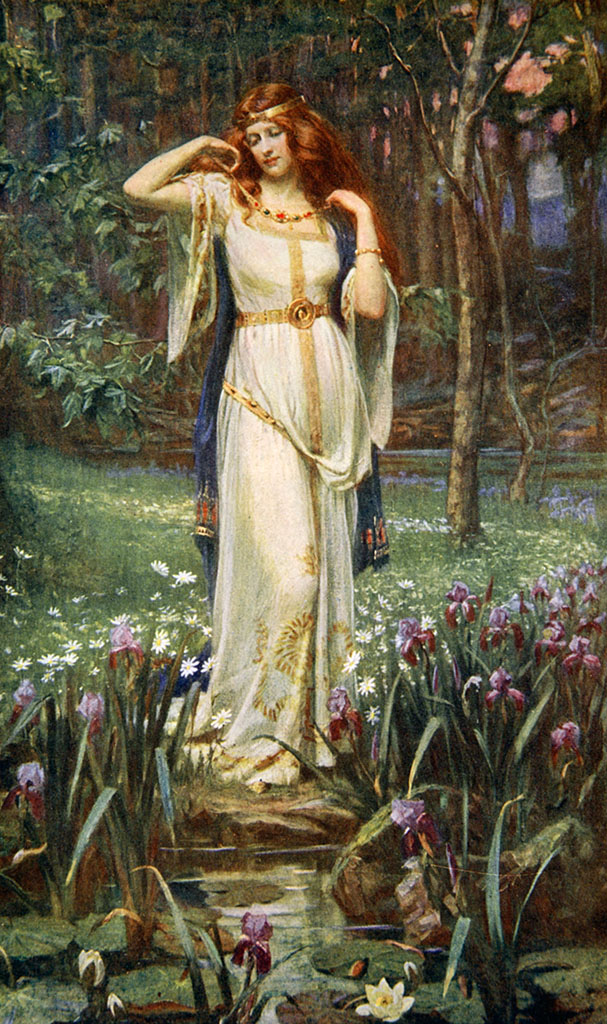
تصویری از فریا، در بت‌پرستی اسکاندیناوی، فریا خدایی بود که عمدتاً با سیدر مرتبط بود

عمل‌کنندگان سیدر از هر دو جنس بود، هر چند به نظر می‌رسد که پرداختن به آن یک صفت زنانه در نظر گرفته می‌شد، با جادوگرانی که با نام‌های سیدکونور (seiðkonur)، وولر (vǫlur) و ویسنداکونا (vísendakona) شناخته می‌شدند. همچنین گزارش‌هایی از عمل‌کنندگان مرد وجود دارد که به سیدمن (seiðmenn) معروف بودند، اما با انجام جادوگری، یک تابو اجتماعی را که به عنوان ارگی (ergi) معروف بود، بر سر خود آوردند و در نتیجه گاه مورد آزار و اذیت قرار گرفتند. در بسیاری از موارد، این عمل‌کنندگان جادو، دستیارانی داشتند تا در مراسمشان به آن‌ها کمک کنند.
در اساطیر نورس پیش از مسیحیت، سیدر هم با اودین، خدایی که همزمان مسئول جنگ، شعر و جادوگری بود، و هم با الهه فریا، یکی از اعضای ونیر که اعتقاد بر این بود که این عمل را به آسیرها آموخته بود، مرتبط بود.
در قرن بیستم، پیروان جنبش‌های بت‌پرستی مدرن مختلف، اشکالی از اعمال جادویی-مذهبی را اتخاذ کردند که شامل سیدر بود. شیوه‌های این کارمندان
سیدر معاصر از آن زمان توسط محققان دانشگاهی مختلفی که در زمینه مطالعات بت‌پرستی فعالیت می‌کنند مورد بررسی قرار گرفته‌اند.